# 札剌台
札剌台（？—1259年），又作札剌䚟、札克儿带，蒙古帝国札剌亦兒氏。《高丽史》作车罗大、束里大。
札剌台歷事成吉思汗至蒙哥。1254年（蒙哥汗四年、高丽高宗四十一年）七月，蒙古大汗蒙哥派札剌台率军五千渡鸭绿江袭击高丽王朝，命桑吉、忽剌出諸王並聽節制。八月，蒙古军入高丽西北境。九月，札剌台攻打忠州山城，因城中抵抗，蒙古解围南下。十月，札剌台攻尚州山城，黄岭寺僧洪之射杀第四官人，蒙古士卒死者过半，解围而退。十二月，高丽派参知政事崔璘请札剌台罢兵，札剌台撤军，俘虏高丽二十万六千八百馀人。
1255年九月，札剌台和归附蒙古的高丽永宁公领兵至平壤。十月，蒙古兵越过大院岭，被忠州军抵御。1256年三月，高丽派大将军慎执平等到达札剌台驻所。四月，札剌台、永宁公表示如果国王出迎使者，王太子亲自朝见蒙古大汗，可以退兵。蒙古兵进入忠州屠城。六月，高丽将军李阡率水师二百馀人在温水县作战，斩蒙兵数十级，夺还所虏男女百馀人。八月，高丽派将军宋吉儒迁移清州民到达海岛。札剌台、永宁公、洪福源等到甲串江外大张旗帜。九月，高丽起居注官金守刚出使蒙古回来，派徐趾来命班师。札剌台等收军北还。
1257年五月，高丽派金守刚、郞将秦世基前往蒙古。蒙古兵三十馀骑渡清川江，兵入泰州，杀副使崔济。六月，蒙古入开京。蒙古兵至稷山、西京平壤。七月，札剌台表示高丽国王如果离开江华岛来亲自面见，自己回兵，再令王子入朝，就永无后患，宰枢等请派王子讲和于蒙古，高宗不听。蒙古兵攻陷神威岛，孟州守胡寿被杀。九月，金守刚从蒙古回到高丽，表示自己恳请蒙古回军，得到蒙哥的同意。这时，高丽的执政者崔竩被杀，蒙古与高丽达成和平协议。高丽成为蒙古的藩属国。1259年五月札剌台在军中暴亡。其子塔出。

## 和撒里台的关系
《元史·卷一百三十三·列传第二十·塔出传》记载塔出的父亲札剌台是蒙哥汗年间出征高丽的主将，与《元史·本纪》和《高丽史》相合。《新元史·卷一百三十二·列传第二十九·札剌亦兒台豁兒赤传》记录的是窝阔台汗年间出征高丽的主将撒里台的事迹，却说他是塔出之父，即将撒里台和札剌台混淆。